# Öl

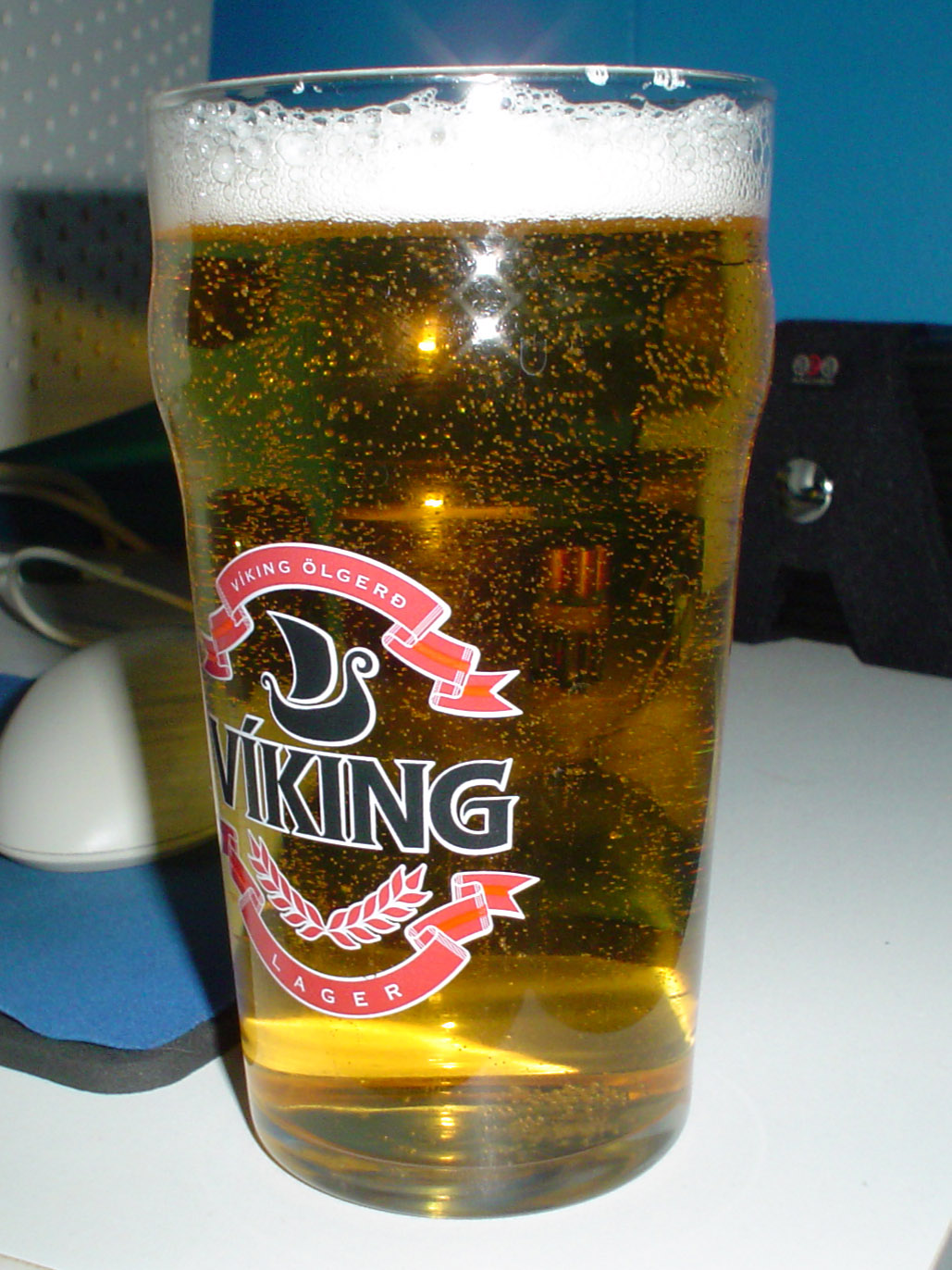
Lageröl, arketypen för ett modernt öl.

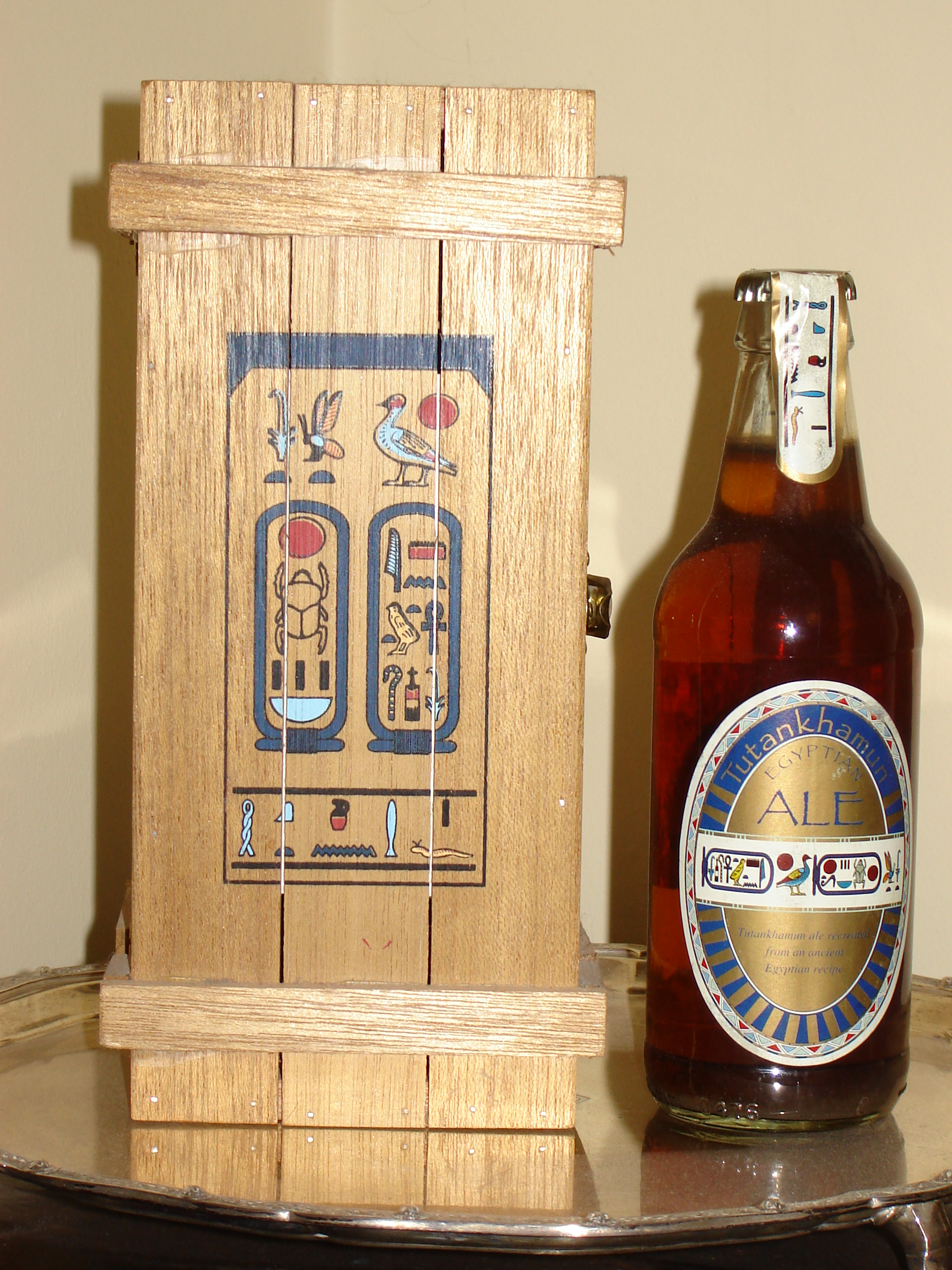
Tutankhamun Ale. En autentisk kopia av ett egyptiskt öl, bryggt 1996.

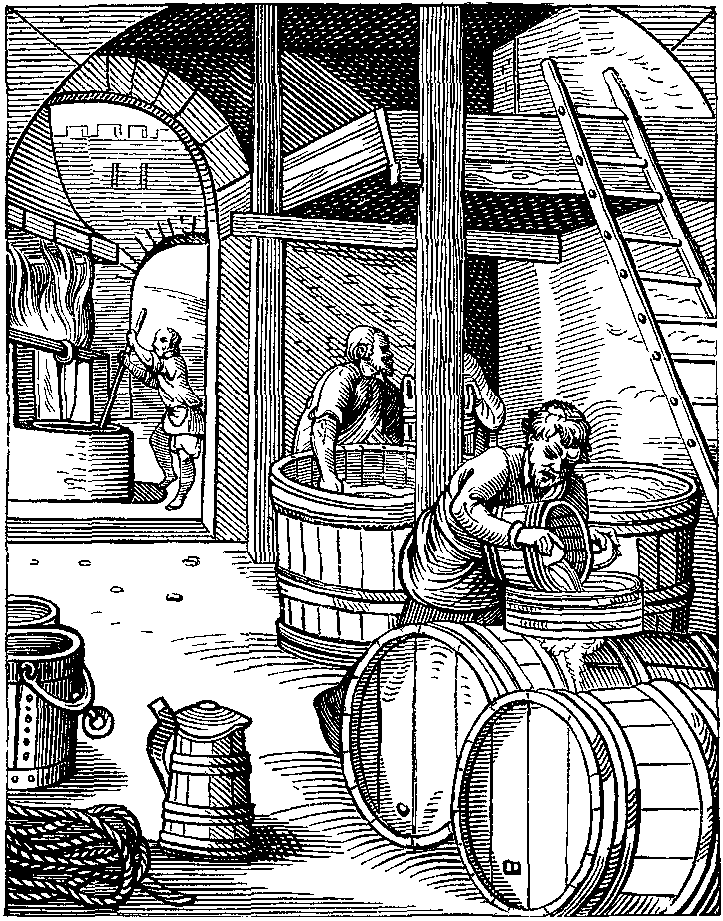
Ett bryggeri på slutet av 1500-talet.

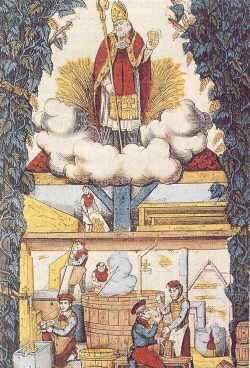
Ett bryggeri på slutet av 1700-talet.

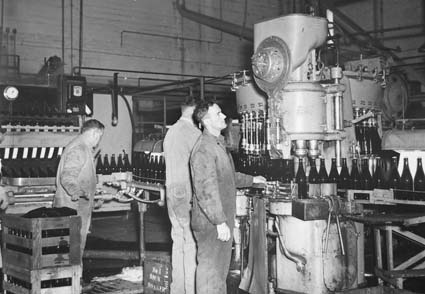
Buteljering i ett bryggeri, 1945, Australien.

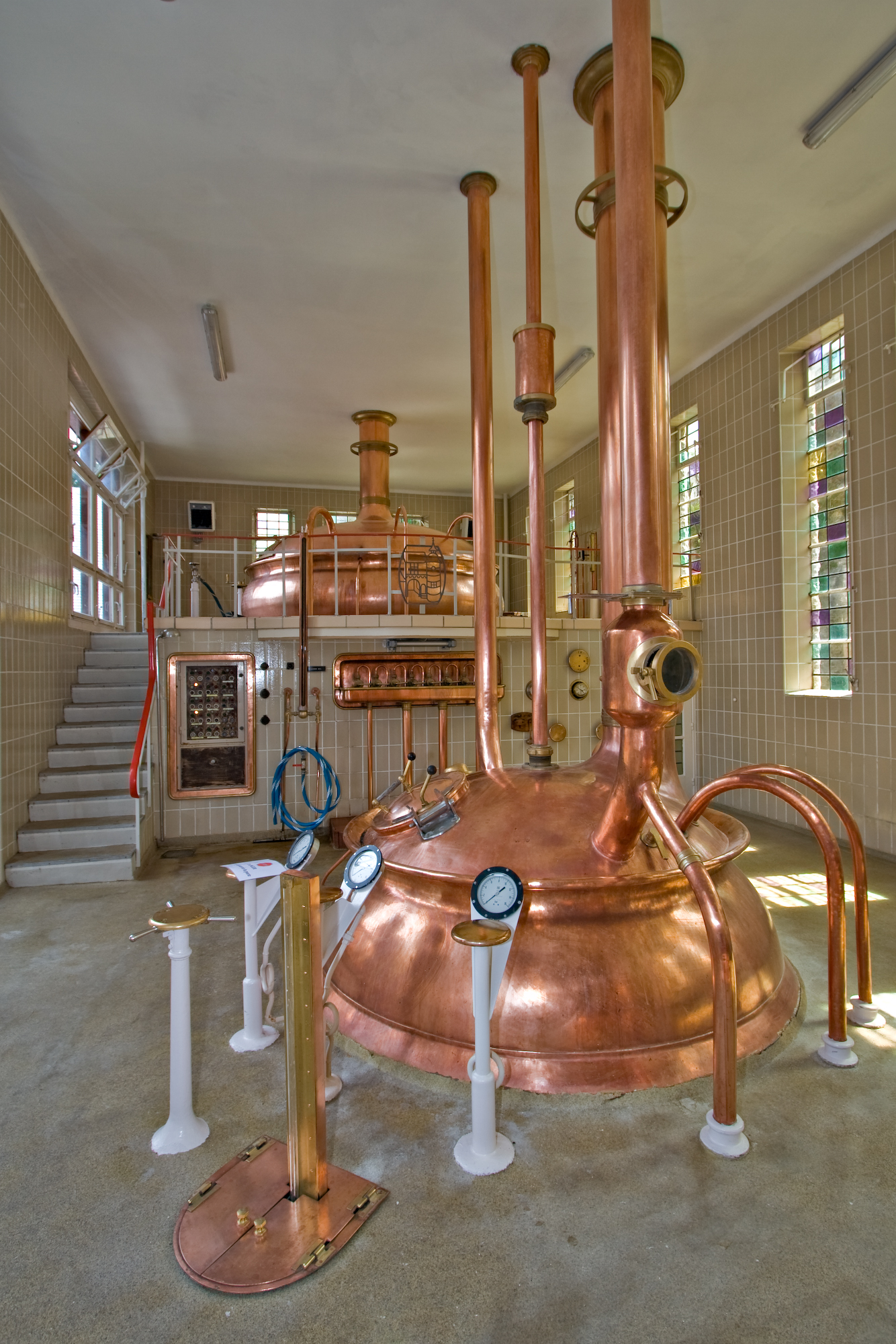
Bryggeriet Abbaye Notre-Dame de Saint-Remy Rochefort, 2007.

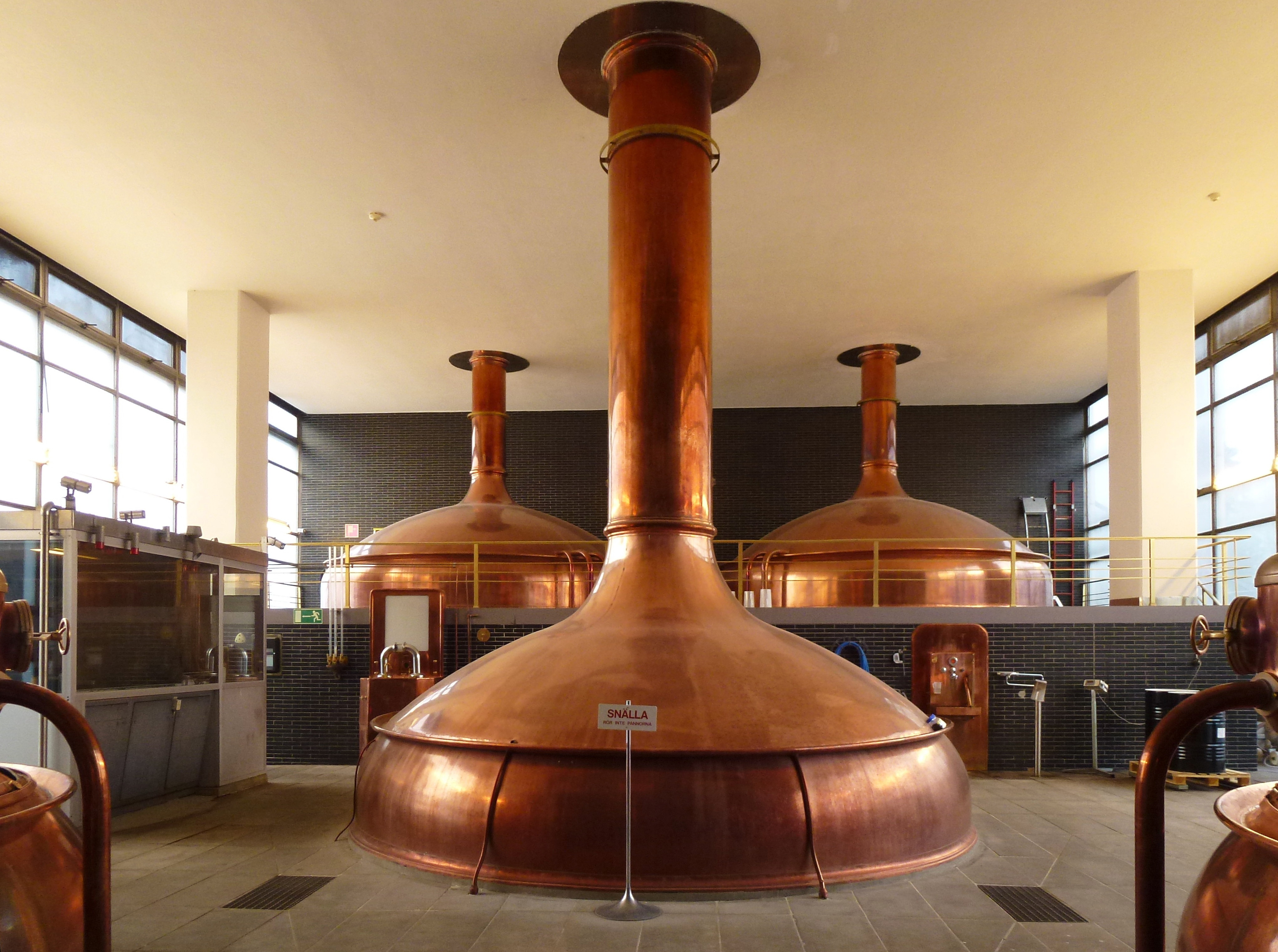
Vörtpannorna på Spendrups bryggeri, Vårby, januari 2013.

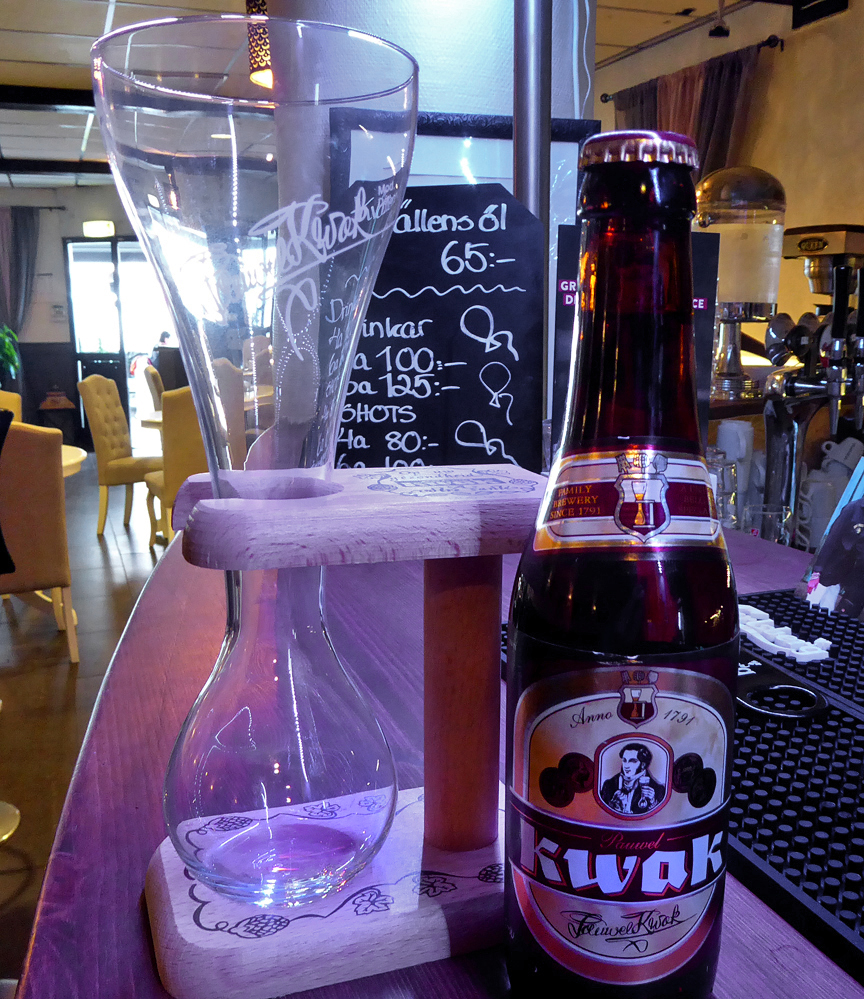
Det Belgiska ölet Kwak ska helst drickas ur ett speciellt glas.

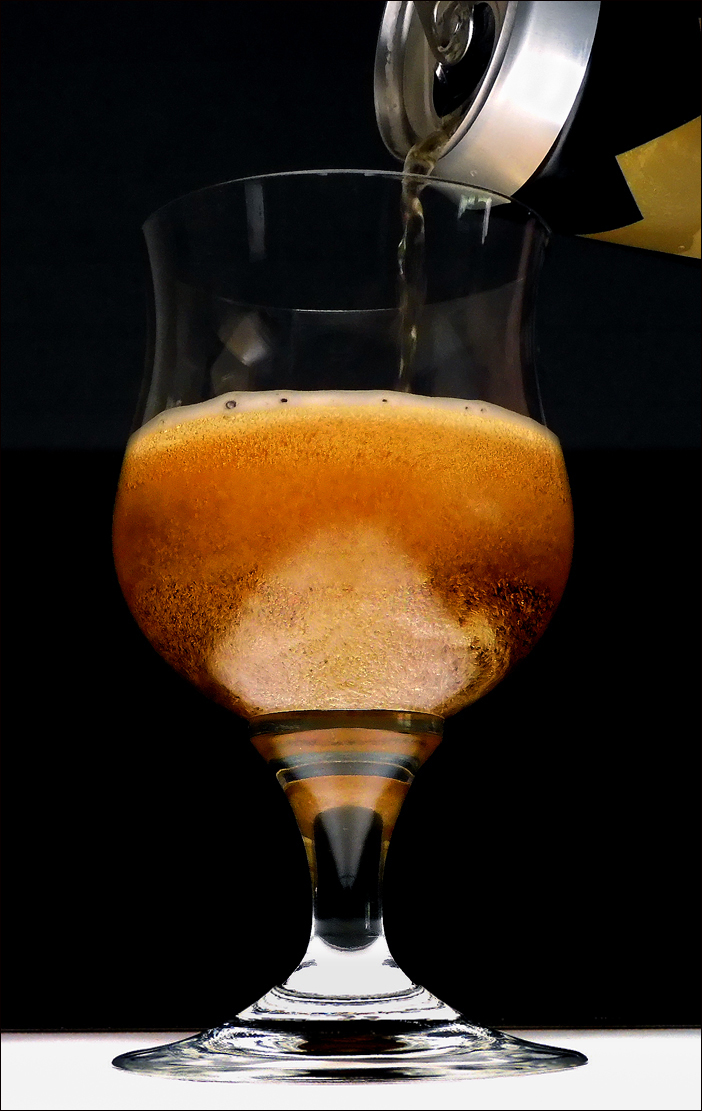
Kolsyran bubblar i ett glas öl.

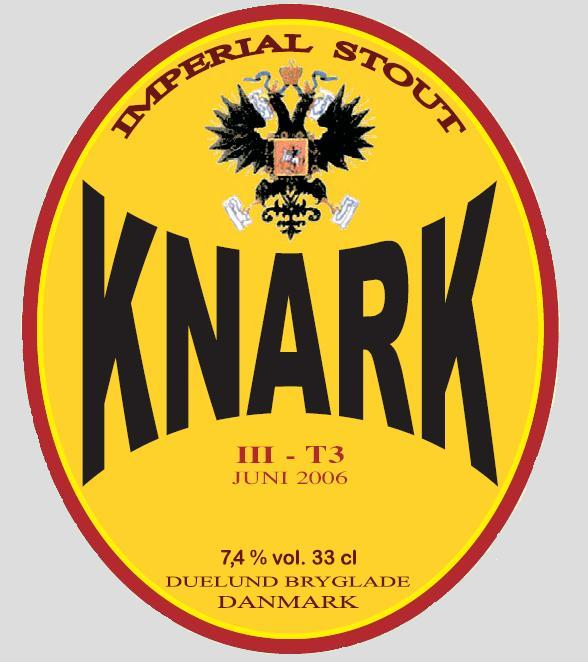
Etikett på det danska starkölet Knark som bryggdes i styrka 7,4%, 11% och 14%.

Öl är en dryck (i huvudsak med visst innehåll av alkohol) som har producerats i uppskattningsvis 7 000 år. Det första ölet skapades troligtvis då stärkelse- och sockerrika bröd blöttes och jäste i kontakt med vilda jästsvampar. Den moderna bryggeritekniken utvecklades i huvudsak i kloster under medeltiden och de största tekniska framstegen i industrialiserandet av bryggprocessen skedde under 1700- och 1800-talen. Bryggeriindustrin är idag en multinationell miljardindustri med Kina som största producentland.
Ursprungligen tillverkades öl av jäst, vatten och stärkelsebaserade ingredienser, i huvudsak korn men även vete, ris och majs. Humle började användas under slutet av det första millenniet e.Kr och idag är humle en av huvudingredienserna i de allra flesta ölsorterna. Innan dess kryddades ölen ofta med frukter, bär, honung och olika kryddor, exempelvis pors, sumppors (skvattram), enbär och röllika. Andra ingredienser kan vara potatis, kryddor och socker. Det öl som tillverkas idag kan delas in i många olika typer, som lager, ale, veteöl och spontanjäst öl. Vissa öltyper är även regionspecifika och produceras utifrån de förutsättningar som finns i regionen. Processen kallas för bryggning. Alkohol uppstår naturligt vid jäsningen, men under 2000-talet har man även lyckats producera alkoholfritt öl med godtagbar kvalitet.

## Etymologi
Ordet öl kommer från äldre fornsvensk tid. Fornsvenskans öl betydde öl, dryckeslag, gästabud. Det är ett gemensamt germanskt ord, eventuellt besläktat med latinets alumen som betyder ’alun’. I den fornnordiska mytologin kallades gudarnas dryck för bior och människornas dryck kallades för alu. Från alu kommer orden öl och ale. Tyskans Bier, engelskans beer, franskans bière, med flera har omstritt ursprung, men kan komma av latinets bibere 'dricka'. I Sydsverige har ordet "bir" använts för öl sedan år 1609.
Ordet bärs kommer av bärjersöl 'bäjerskt, bayerskt öl'.

## Historik
Öl är en av de äldsta alkoholdryckerna i människans historia. Det är troligt att den första ölliknande drycken skapades genom att blött bröd jäste och därigenom skapades en lätt alkoholhaltig dryck.

### Det tidigaste ölet
Nästan alla sädesslag som innehåller socker kan jäsa genom kontakt med jästsvampar. Därmed är det troligt att ölliknande drycker utvecklades på flera olika platser samtidigt, där människor i samhällen hade börjat bruka jorden. Kemiska undersökningar av forntida lergods visar att öl framställdes för ungefär 7 000 år sedan i dagens Iran.
I dagens kinesiska provins Shaanxi har rester efter öl bryggd på bland annat korn hittats på 5 000 år gamla krukskärvor.
I Mesopotamien är det äldsta beviset för förekomsten av öl, en uppskattningsvis 4 000 år gammal, sumerisk minnestavla föreställande personer som dricker en dryck genom sugrör. En 3 900 år gammal dikt som hyllar Ninkasi, dryckens gudinna, innehåller historiens äldsta ölrecept. De tidiga bevisen för ölbryggeri antas dock vara småskalig produktion.
Öl nämns i Gilgamesheposet då Enkidu fick öl att dricka. "... han åt tills han var mätt, drack sju muggar öl, hans hjärta blev lätt, hans ansikte lyste och han sjöng ut sin glädje.
Öl nämns även i Xenofons verk Anabasis, som skrevs någon gång mellan 390 och 370 f.Kr. Öl fick en viktig roll i Egypten, såpass viktig att James Death 1868 lade fram en teori om att mannan som Gud lät falla från himlen till israeliterna var en ölliknande dryck.
De äldsta resterna av öl som hittats i Sverige härstammar från bronsåldern (ca 1800–500 f.Kr.). Under denna tid smaksattes ölet ofta med pors.

### Folkvandringstiden
Folkvandringstiden, från cirka år 300 till 700 e.Kr., var en tid då många folkstammar flyttade över den europeiska kontinenten. Under den senare folkvandringstiden och tidig medeltid började humle tillsättas i öl, vilket gav ölet en mer balanserad smak och dessutom hade konserverande verkan. Då ölet kunde lagras skapades nu förutsättningar för storskalig produktion och möjlighet att forsla ölet längre sträckor. Till Norden kom dock humlen inte förrän på högmedeltiden.

### Den nordiska vikingatiden
Liksom i merparten av norra och östra Europa konsumerades öl i stor utsträckning, likaså mjöd. Mjöd består till största delen av honung och vatten samt jäst och har en högre alkoholstyrka än öl. Mjödet ansågs besitta en gudomlig kraft som bland annat kunde skänka evigt liv. Det var finare att dricka mjöd och därför dracks det till fest; öl drack man till vardags. De första nordiska fynden som visar på att det druckits öl och mjöd är från bronsåldern. Det finns flera förklaringar till att öl och mjöd var så populära, till exempel smaken och alkoholen, samt dålig vattenkvalité och det stora behovet av dryck till all salt mat. Eftersom humle var okänt i Norden under vikingatiden kryddades ölet istället med hjälp av enris eller pors.

### Medeltiden
Medeltiden var i centrala Europa en period från ungefär 500-talet till 1500-talet. Under denna tid grundades många nya städer i mellersta och västra Europa. Även bryggandet av öl ökade i snabb takt. Öltillverkningen var störst i städerna då ölbryggeri i många länder var ett privilegium för adeln.
Under medeltiden var dricksvattnet ofta förorenat och eftersom ölet var bryggt var det ofta ett hälsosammare alternativ. Mäskningsmetoderna var inte lika effektiva som idag och man hade inte heller de framodlade jäststammar man nu använder. På grund av detta var alkoholhalten sällan högre än den som lättöl har idag, runt 2 procent. På Solbergaklostret dracks 14 tunnor öl per år och person vilket motsvarar 5 liter om dagen. Det var på klostren man utvecklade den moderna tekniken för att brygga öl.
Under denna tid var öl en av de vanligaste dryckerna. Det dracks dagligen av alla samhällsklasser i norra och östra Europa där naturen gjorde vindruveodling svårt. I södra Europa var vin den vanligaste drycken, men även öl var populärt, speciellt bland de lägre klasserna. Alkoholhaltiga drycker var i allmänhet populära då vattenkvalitén kunde variera och alkoholhaltiga drycker kokats. I England och delar av Nederländerna var den årliga ölkonsumtionen per person 275–300 liter under senmedeltiden. Öl klassades dock som ohälsosamt av grekiska och arabiska läkare.
Under medeltiden stiftades lagar i flera länder som krävde att ölbryggerierna skulle tillsätta humle i ölet. Det medförde, tillsammans med humlens angenäma egenskaper, att humleodlandet ökade kraftigt i många länder. I många andra länder stiftades lagar som mer eller mindre tvingade bönder att odla humle och humleodlingar.
Världens troligen äldsta bryggeri som fortfarande är i drift är Weihenstephan i Freising nordost om München i Tyskland. Abboten Arnold från Benediktinerklostret fick där, år 1040, tillstånd av staden Freising att tillverka öl.

### Från 1500-talet till industrialiseringen
Under 1500-talet förändrades bryggerikonsten och pubar, kloster och gillen bryggde öl även för allmän konsumtion. Under 1500-talet kallades engelskt öl utan humle för ale, men under 1600-talet förändrades ordets innebörd till att omfatta alla former av starkt öl, då humle tillsattes i majoriteten av allt öl. Gustav Vasa införde år 1536 tull på importerat öl. Ölsorter som då importerades var mumma och pryssing. Mumma är en ölsort uppfunnen av Christian Mumme i Braunshweig år 1498.
År 1516 instiftades i Bayern lagen Reinheitsgebot (renhetslagen) som begränsade ingredienserna i öl till vatten, korn och humle. Lagen är antagligen den äldsta lag som ännu är i bruk som reglerar födoämnen. Den har dock förändrats något, bland annat efter upptäckten av jäst. Under början av 1800-talet började man även brygga lageröl.
I Sverige infördes skatt på öl 1622 och det var uppsyningsmännen som hade kontroll över skatten och tillverkningen. Vid inköp av öl var man tvungen att först gå till en uppsyningsman och berätta hur mycket och vad för sorts öl man var intresserad av. På 1600-talet minskade den svenska konsumtionen av öl då brännvinet blev allt populärare samtidigt som många bryggerier förföll under krigsperioderna. Fallet var detsamma i stora delar av Europa, men i södra och mellersta Europa var det snarare kaffe, te och i viss utsträckning choklad som ersatte ölet.

### Industrialiseringen
Den industriella revolutionen under 1700-talet skapade förutsättningar för en industrialisering av ölbryggandet. Viktiga framsteg var ångmaskinen, termometern och hydrometern som uppfanns under 1760- och 1770-talen. Två ölsorter som var viktiga för industrialiseringen av öl var lager och pilsner som tack vare långsam jäsning i kyla fick en bättre hållbarhet än tidigare ölsorter.
Under denna tid smakade ölet mycket rök eftersom malten torkades över eld. Bryggare försökte minska röksmaken i ölet, men lyckades sällan väl. Exempelvis var ölet från West Country i västra England känt för att det var odrickbart – förutom för lokalbefolkningen.
Det var under 1800-talet som lageröl började bryggas i Sverige. Pilsnerölet började bryggas 1842 i Plzen i Tjeckien.

### Ljuskänslighet
Under 1800-talets senare hälft konstaterades att öl snabbare får dålig smak om det förvaras i klara flaskor och utsätts för solljus. Detta är anledningen till att öl säljes i mörka flaskor.

### Saccharomyces carlsbergensis
Emil Christian Hansen (1842–1909) var en dansk mykolog och fysiolog vars forskning var inriktad på jäsning. I Köpenhamn studerade han mikrobiologi och jäsning. Vid denna tid var det inte klargjort vad som gjorde att öl ibland blev dåligt och trots att Louis Pasteur upptäckt att en encellig mikroorganism var avgörande i processen som förädlade sockret till alkohol var hela jäsningsprocessen inte klargjord. Efter att Hansen prisats för sin avhandling om mikroorganismer i öl och vört anställdes han på Carlsbergs laboratorium. När han arbetat där ett par år drabbades Carlsbergs öl av ölsjukan, och Hansen fick i uppdrag att utreda orsaken. Hansen kom till den banbrytande upptäckten att jästen som användes består av flera olika svamparter och genom detta kunde han dela upp jästen i vildjäst och odlad jäst. Han odlade en jästsort som senare fick namnet Saccharomyces carlsbergensis och därigenom kunde ölen lagras länge utan risk för ölsjuka. Detta skapade förutsättningar för en större produktion av öl samt en säkrare lagring. Idag används Saccharomyces carlsbergensis i nästan alla sorters lageröl. Idag har S. carlsbergensis bytt namn till S. pastorianus.

### Modernt öl
Under 1800- och 1900-talen infördes alkoholförbud i flera länder. Många bryggerier gick då i konkurs. Ölbryggning var inte blott den äldsta kemisk-tekniska process som kom att tillämpas i industriell framställning, den var ofta också den tidigaste storindustrin över huvud taget, inte minst i u-länder. Idag finns många olika sorters öl, såsom lambic från Belgien, lager, veteöl och stout. Många bryggerier, främst i Europa, använder traditionell bryggeriteknik.

## Bryggeriindustrin
Ölbryggning var i många länder den första storindustrin. Idag är bryggeriindustrin en stor global industri med flera multinationella företag, och flera tusen mindre bryggerier. Det största producentlandet idag (2006) är Kina, följt av USA. USA producerar 237,1 miljoner hektoliter öl per år (1995), att jämföra med Sveriges produktion på 5,5 miljoner hektoliter (1995).
Mer än 133 miljarder liter öl säljs per år och industrin omsatte 294,5 miljarder dollar år 2006 enligt en uppskattning. I Sverige konsumeras 64,5 liter öl per capita årligen (1995) och det land där befolkningen dricker mest öl är Tjeckien, där invånarna konsumerar 160 liter öl per capita (1995).
Under sommaren 2008 slogs världens största bryggerikoncern, brasiliansk-belgiska InBev och den tredje största, amerikanska Anheuser-Busch ihop till Anheuser-Busch InBev. Därmed skapades världens största bryggerikoncern. Näst störst är SABMiller som skapades då South African Breweries förvärvade Miller Brewing 2002.

### Ölproduktion
| Placering | Land           | Ölproduktion (1000-tal hl) |
| --------- | -------------- | -------------------------- |
| 1         | Kina           | 388 727                    |
| 2         | USA            | 207 990                    |
| 3         | Ryssland       | 114 995                    |
| 4         | Brasilien      | 104 436                    |
| 5         | Tyskland       | 100 658                    |
| 6         | Mexiko         | 81 176                     |
| 7         | Japan          | 66 429                     |
| 8         | Storbritannien | 51 358                     |
| 9         | Polen          | 36 400                     |
| 10        | Spanien        | 35 569                     |
| 11        | Nederländerna  | 27 256                     |
| 12        | Sydafrika      | 27 178                     |
| 13        | Venezuela      | 26 641                     |
| 14        | Kanada         | 23 924                     |
| 15        | Thailand       | 20 929                     |
| 16        | Tjeckien       | 19 897                     |
| 17        | Rumänien       | 19 614                     |
| 18        | Belgien        | 18 565                     |
| 19        | Australien     | 16 694                     |
| 20        | Vietnam        | 16 665                     |

### Ölkonsumtion
| Placering | Land           | Ölkonsumtion per invånare och år (liter) |
| --------- | -------------- | ---------------------------------------- |
| 1         | Tjeckien       | 158,6                                    |
| 2         | Irland         | 131,1                                    |
| 3         | Tyskland       | 110                                      |
| 4         | Österrike      | 108,3                                    |
| 5         | Australien     | 104,7                                    |
| 6         | Storbritannien | 99                                       |
| 7         | Polen          | 95                                       |
| 8         | Danmark        | 89,9                                     |
| 9         | Finland        | 85                                       |
| 10        | Luxemburg      | 84,4                                     |
| 35        | Sverige        | 50,1                                     |

## Råvaror
Huvudingredienserna i öl är malt, humle, jäst samt vatten och många öl bryggs enbart på dessa. Men många vanliga ölstilar, till exempel porter, amerikansk lageröl och många belgiska sorter, innehåller även andra ingredienser. I tyska ölsorter bryggs dock ölen enligt renhetslagarna och man får ej använda annat än malt, humle, jäst och vatten. 

### Malt

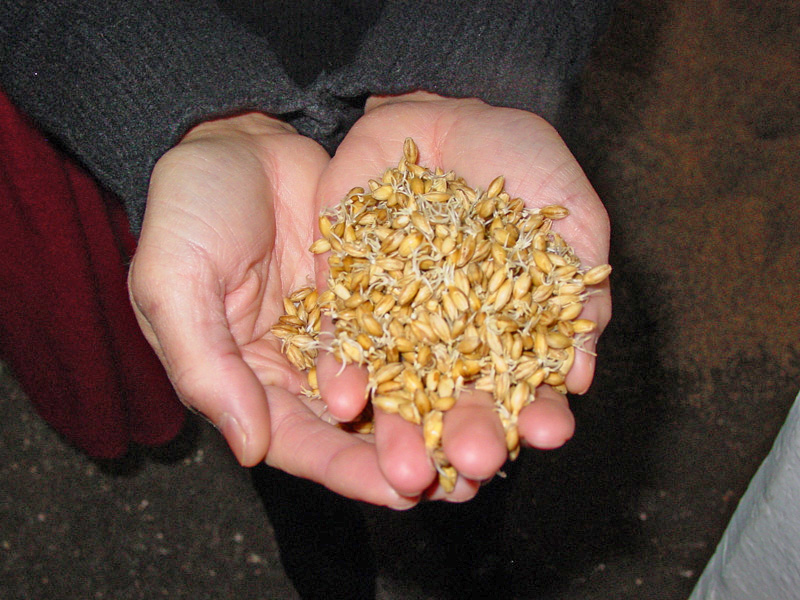
Malt.

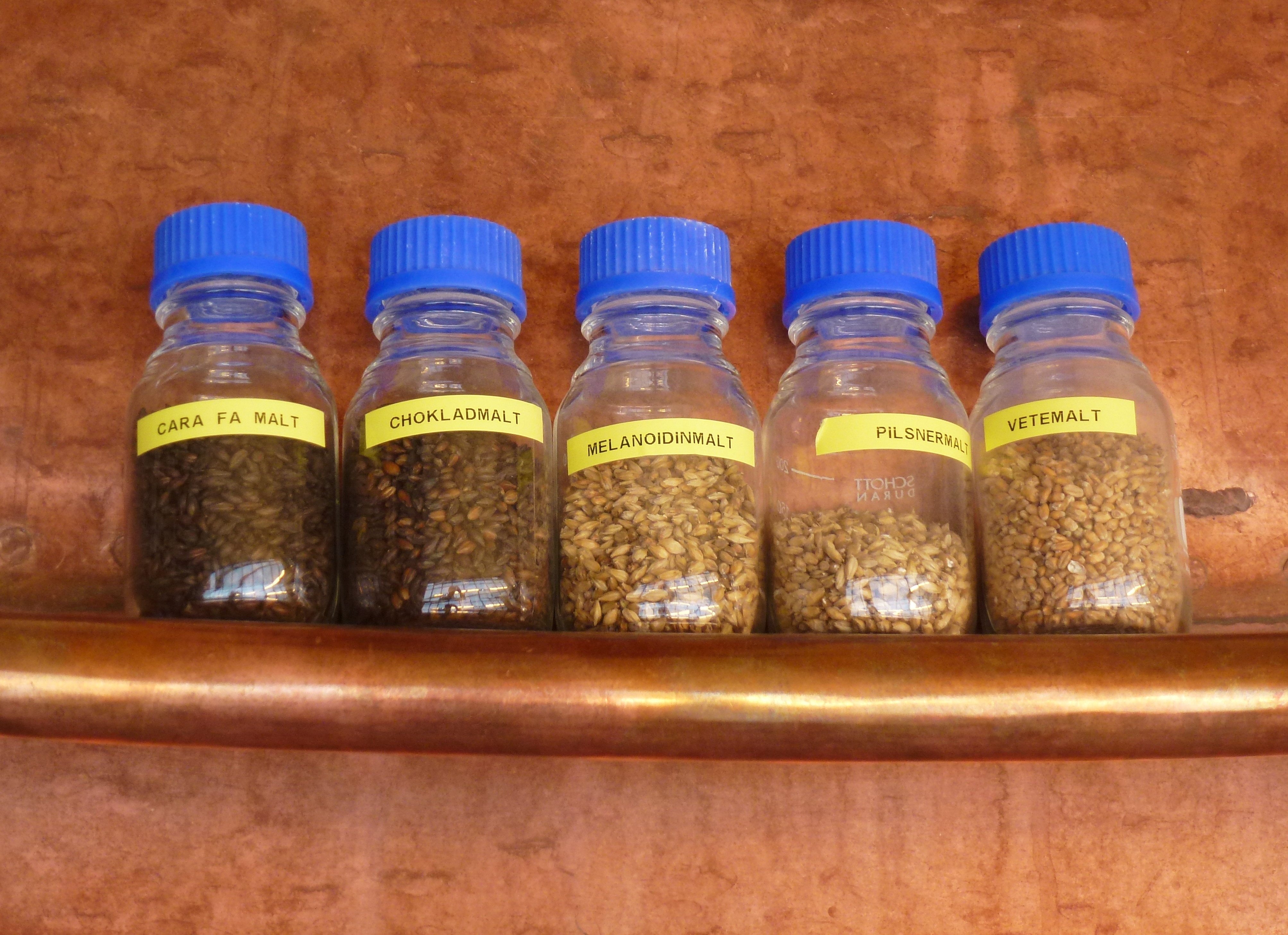
Olika maltsorter

Malt är säd vars korn först fuktats för att börja gro och därefter torkats, processen kallas mältning. Under mältningen uppstår enzymer, smakkomponenter och kväve i sädeskornen, enzymerna spjälkar stärkelsen i kornen till jäsbart socker, som jästen i sin tur kan förvandla till alkohol och koldioxid. Huvudsakligen används malt av korn, men även vetemalt, havremalt och rågmalt förekommer.
Beroende på varierande tid och temperatur under torkningen påverkas maltens färg och karaktär. Ljus malt, basmalt, torkas vid 80 °C – 110 °C innehåller mycket enzymer som skapar förjäsningsbara sockerarter och ger basen i ölet. Mörkare maltsorter, specialmalt, som torkas vid 100 °C – 300 °C, ger öl färger från bärnsten till kolsvart och karaktär av knäck, choklad, nötter och brända toner.

### Humle
Humle är en flerårig ört vars honblommor används vid ölbryggning. Humlens bitterämnen har en svag antibiotisk effekt på grampositiva bakterier vilket hjälper jästen att utvecklas och fermenteras till ett gott öl. Humlen ger även en beska av bitterämnen (exempelvis lupulin) som balanserar sötman som malten ger. Humlen har också en konserverande effekt och binder skummet.
Olika sorters humle, och när i processen den tillsätts, ger olika smak och doft till det färdiga ölet. Några av de främsta humleodlingsländerna är England, Tyskland, Tjeckien, Slovenien och USA. Det finns ett otal olika sorter humle, av vilka ett tjugotal har stor industriell användning.

### Jäst
Jäsningsprocesserna kan delas upp i grupperna överjäst och underjäst samt ibland även spontanjäst. Vid ölbryggning används flera olika sorters jäst. Exempelvis används överjästet Saccharomyces cerevisiae vid bryggning av många sorters ale medan lager och lagerlika ölsorter använder underjäst såsom Saccharomyces pastorianus eller Saccharomyces carlsbergensis som den också kallas.

### Vatten
Vatten är den dominerande ingrediensen. Vattnet kan ha stor betydelse för ölets smak. Mineraler i vattnet samt dess hårdhet har betydelse för ölets karaktär och vissa regioners vatten passar bättre till vissa öltyper. Idag behandlar man även vattnet på olika sätt. Exempelvis tillsätter svenska bryggerier ofta kalciumsulfat för att göra vattnet hårdare och därmed öka syrahalten i ölet (så kallad burtonisering). För att brygga en liter öl kommersiellt krävs omkring 3,3 liter vatten.

### Andra ingredienser
Ibland används förutom grundingredienserna tillsatser för att ändra ölets smak, karaktär eller alkoholhalt.

#### Råfrukt
Råfrukt är olika slags spannmål som läggs i vörten utan att först mältas. Huvudsakligen används ris, majs eller omältat korn som råfrukt, men även omältat vete eller råg kan förekomma. Tidvis har råfrukt använts av ekonomiska skäl, men främst för att ge ett ljusare, mer lättdrucket öl.

#### Socker
Socker i olika former kan tillsättas för att förstärka jäsningen och få ett starkare öl med högre alkoholhalt eller för att få en lättare smak. Såväl vanligt socker som farin, kandisocker och många andra sorters socker används. Generellt ger tillsats av socker inte ett "sött" öl. Tvärtom omvandlas det mesta sockret till alkohol av jästen. Ett undantag är tillsats av laktos, mjölksocker, vilket används i bland annat Milk stout. Detta ger ölen en sötare smak eftersom jästen inte kan bryta ner denna sockerart.

#### Kryddor
Kryddor av olika slag förekommer i vissa öltyper, ibland som ett komplement till humle, ibland som ensam smakgivare. Ofta eftersträvas en bitter smak för att balansera den söta malten. Exempel på kryddor är pomerans, koriander, fänkål, ljung, skott av tall, muskot, kryddnejlika och kanel. Danskt hvidtøl kan smaksättas med lakrits.

#### Frukt/grönsaker
I vissa ölsorter används frukt, och i enstaka fall även grönsaker. Ett exempel är en blandning av lambik och körsbär som går under namnet kriek.

#### Antioxidationsmedel
Vissa bryggerier tillsätter en liten mängd askorbinsyra som antioxidationsmedel i det färdiga ölet.

## Bryggprocessen
Öltillverkningen kan delas in i sex olika moment. Alla bryggerier har en bryggmästare med sitt eget, unika sätt att göra öl. Det kan vara små eller stora förändringar i de olika bryggstegen som skiljer de olika ölen åt, men grundprincipen är att en volym av malt urlakas med hjälp av varmt vatten, där smaker, proteiner och sockerarter frigörs beroende på vilken temperatur vattnet har. Denna blandning av malt och vatten (så kallad mäsk) urlakas och filtreras sedan (vilken då kallas för vört) innan den kokas tillsammans med den smaksättande ingrediensen humle och andra eventuella kryddor eller andra smakgivare. Slutligen kyls ölet ner till under rumstemperatur och en viss typ av jäst tillsätts.

## Alkohol i öl
Alkoholen i ölet kommer i huvudsak från metaboliseringen av socker som sker vid jäsningen. Mängden förjäsningsbart socker i vörten och vilka jästsorter som används är de huvudsakliga faktorerna som bestämmer mängden alkohol i det färdiga ölet.
Alkoholhalten för öl varierar från låga 0,1 volymprocent alkohol upp till 60 volymprocent. Det går att jäsa öl upp till omkring 28%, starkare öl framställs genom frys-destillation.
Traditionellt har alkoholhalten för öl mätts i viktprocent, men sedan 1995 anges den, som för andra alkoholdrycker, i volymprocent.

### Alkoholfritt öl
Det finns en relativt stor och växande marknad för alkoholfritt öl som låg på 4 % i Sverige 2020. Alkoholfritt öl smakar ganska likt alkoholhaltigt öl, då öl från början har en relativt låg alkoholhalt. Då ölets smak till viss del kommer från humlen gör den lägre alkoholhalten ingen större smakskillnad. Alkoholfritt öl är dock inte alltid helt alkoholfri och får ha en alkoholhalt på max 0,5 procent.

## Öltyper

De huvudsakliga öltyperna.

### Spontanjäst öl
Spontanjäst öl är den äldsta öltypen. Spontanjäsning innebär att man låter fria jästpartiklar i luften starta jäsprocessen. I stort sett förekommer det numera bara i närheten av Bryssel, Belgien där man brygger lambic, som är grunden för en hel familj öl. Spontanjäsning är svår att styra, och tar mycket lång tid. Jäsningen sker i olika steg under ett par år, men man kan börja sälja lambik som är tre till fyra månader gammalt. Man har identifierat ett åttiotal olika jästarter i spontanjäst öl, och i ett enda spontanjäst öl brukar mellan tio och tjugo jäststammar vara aktiva.

### Ale
Till ale räknas i princip alla öl som är överjästa, såsom brittisk, irländsk och belgisk ale, porter, stout och kölsch. Veteöl är också en typ av överjäst öl, men räknas för det mesta som en egen grupp. Jäsningen sker oftast med jästarten Saccharomyces cerevisiae, som renodlats bland de åttiotal jästsvampar som kan vara aktiva vid spontanjäsning. Arten är effektivare än de jäster som är aktiva vid spontanjäsning, vilket ger möjlighet att jäsa ölet till en högre alkoholhalt och en renare doft. Överjästen är dock mindre effektiv än underjästen, som ger ett ännu renare öl, med färre estrar och mindre restsötma. Vid överjäsning bildas ett tjockt jässkum överst på jäskaret, därav namnet överjäst.

### Lager
Lager är ett samlingsnamn för alla underjästa ölsorter. Färgen varierar från mycket ljust gul till brunsvart, beroende på vilken maltsort som använts. Pilsner och Münchner är två klassiska varianter av lageröl. Vid underjäsning används jästarten Saccharomyces carlsbergensis (som numera heter S. pastorianus) eller Saccharomyces uvarum. Jäsningen sker vid relativt låg temperatur, och när inget jäsbart socker finns kvar sjunker jästen ner till botten, därav namnet underjäst. Efter jäsningen lagras ölet i stora svala tankar, ofta strax över 0 °C, därav namnet lageröl.

### Veteöl
Veteöl framställs genom att man använder en del mältat vete för att tillverka det. Eftersom mältning av vete inte frigör samma enzymer som mältning av korn, kan man inte göra ett öl på enbart vetemalt. Enzymerna behövs för att skapa jäsbart socker av stärkelsen i säden. Veteöl tillverkas främst i södra Tyskland och i Belgien. Det är överjäst, och tekniskt sett ett slags ale. Resultatet är allmänt en frisk törstsläckande öl med viss syrlighet.

## Servering och paketering

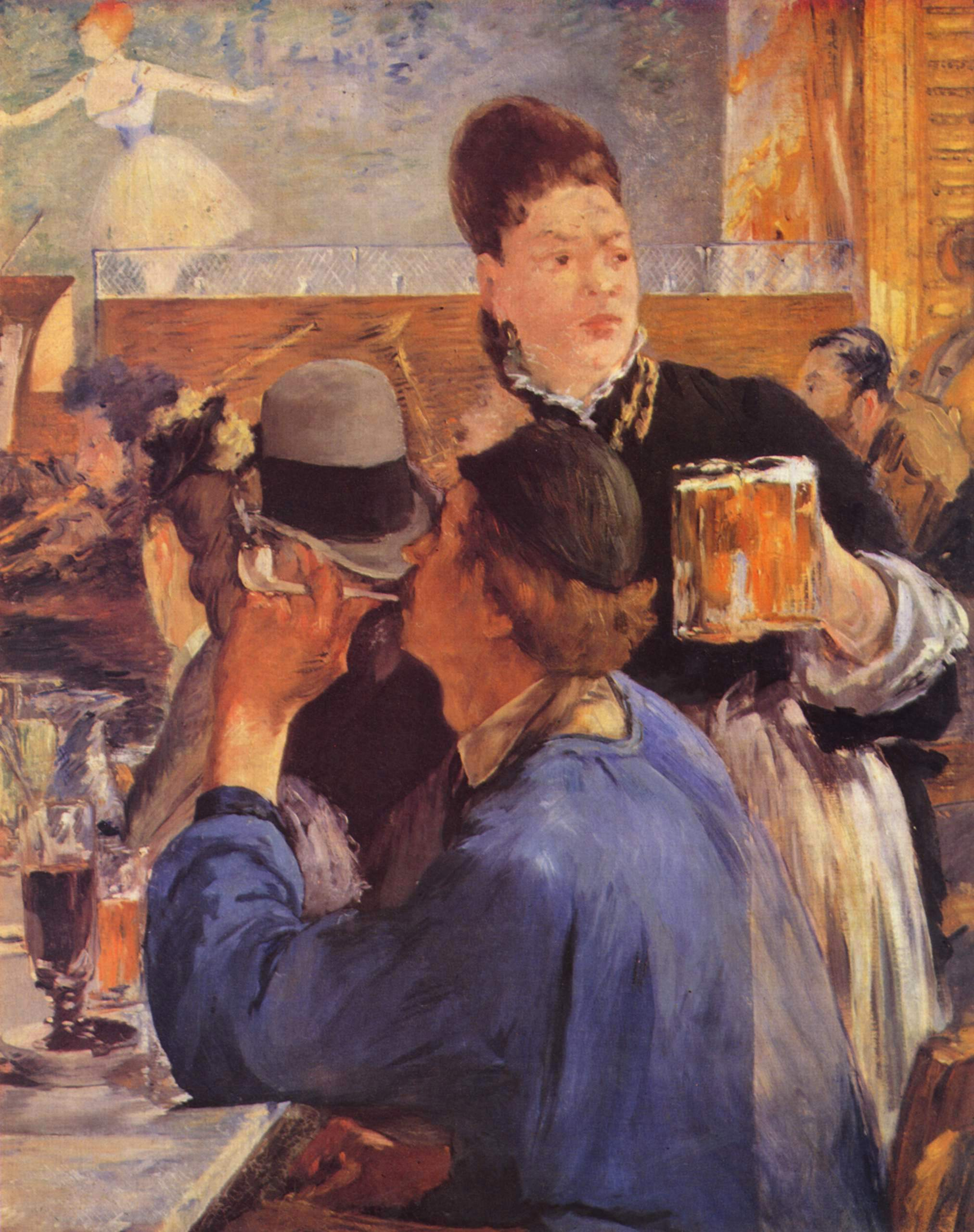
Édouard Manets målning La Serveuse de Bocks föreställer en ölservitris.

### Kolsyra

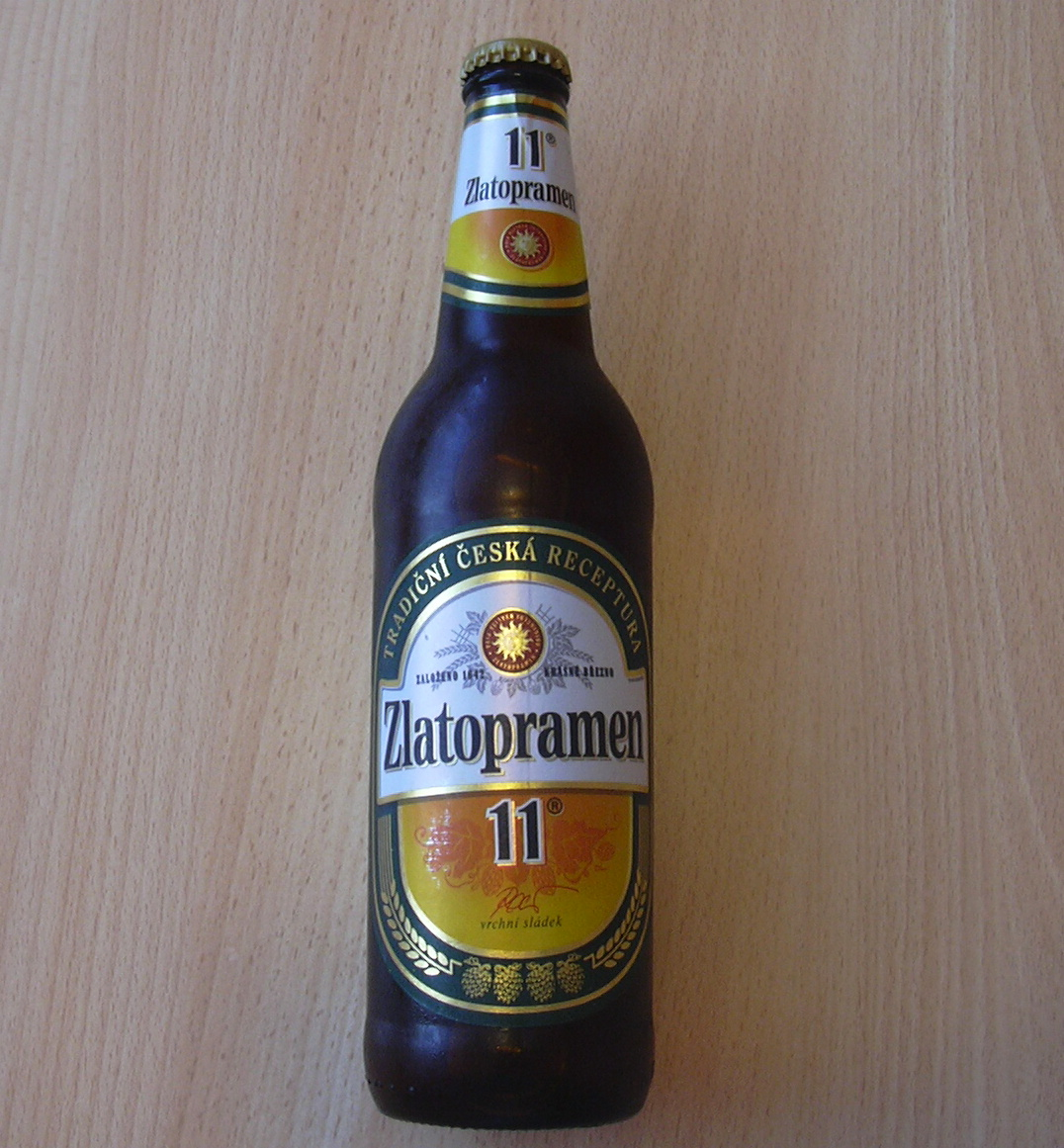
Zlatopramen på flaska.

Kolsyran i öl påverkar munkänslan och bidrar till ölets karaktär. Det som kallas kolsyra i öl består egentligen av gasen koldioxid som är löst i vätskan. En mindre del av koldioxiden övergår också i egentlig kolsyra. Koldioxid bildas vid jäsningen av ölet, men normalt behövs högre halter av kolsyra än de som naturligt finns kvar när ölet är färdigjäst på bryggeriet. Dessutom avgår kolsyran gärna vid hantering av det färdigjästa ölet, till exempel vid filtrering och pastörisering. Därför ökar man kolsyrehalten med olika metoder.
Vid bryggning i större skala brukar koldioxid tillsättas under tryck före tappningen på flaskor eller fat. Lageröl från större bryggerier är oftast kolsyrade på detta sätt. Ett annat sätt är att tillsätta en mindre mängd socker, maltextrakt eller liknande före tappningen på flaska. Kvarvarande jäst, eller nytillsatt jäst, ombildar då sockret till kolsyra och ett tryck uppstår i flaskan. Många ale är kolsyrade på detta sätt, och då bildas också en bottensats av döda jästceller i flaskan.

Olika ölstilar innehåller olika mycket kolsyra. Belgiska öl, veteöl och ljus lager är ofta högt kolsyrade. Engelska ale är ofta lågt kolsyrade.

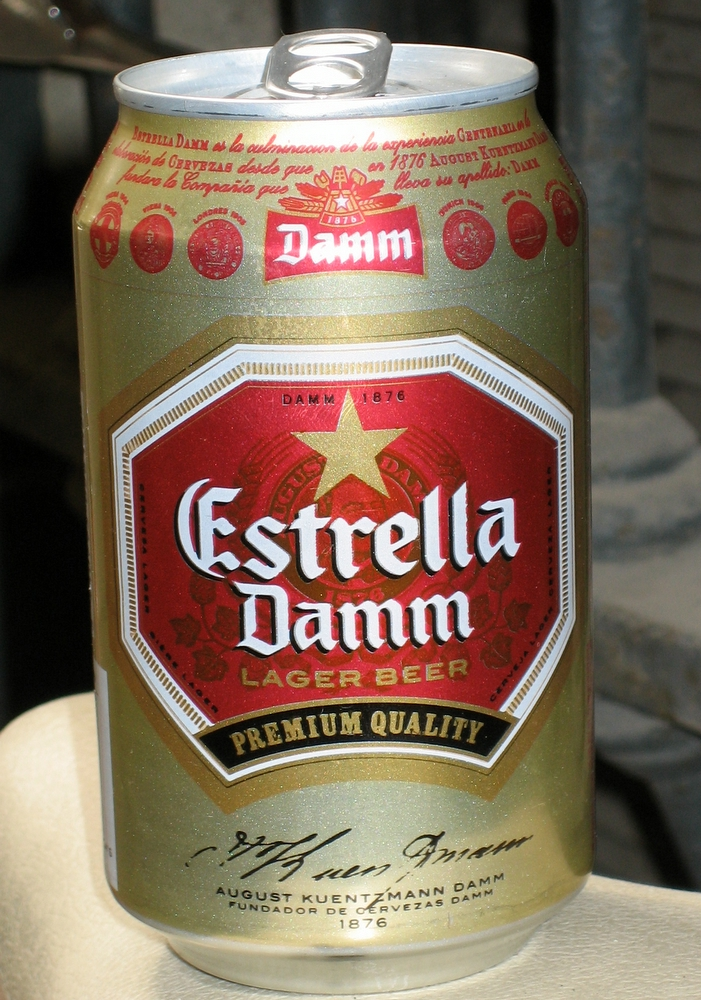
Estrella Damm på burk.

### Serveringstemperatur
Ölets temperatur påverkar upplevelsen. Lägre temperaturer rekommenderas för vissa sorters öl, som ljus lager, medan högre temperatur låter de rundare smakerna i exempelvis stout och ale komma fram bättre. Den brittiske ölexperten Michael Jackson föreslog en femgradig skala för serveringstemperaturer. Väl kylt (7 °C) för ljus lager, kylt (8 °C) för veteöl, lätt kylt (9 °C) för mörk lager och tyskt veteöl, källarsvalt (13 °C) för ale, stout och de flesta belgiska öl och rumstemperatur (15,5 °C) för stark mörk ale och barley wine.

### Fat
I barer och restauranger serveras ofta öl på fat. Fatet (oftast 30 l stort) är för det mesta tillverkat av metall och ölet utsätts för ett tryck av koldioxidgas vilket gör att det drivs ut genom ett munstycke. Fatet kan i större anläggningar ersättas med stora tankar försedda med flytande lock, en "flyttank". En del ölsorter, främst stout som Guinness, serveras med en gasblandning av kvävgas och koldioxid vilket producerar finare bubblor.

### Flaska
Öl kan även serveras och förvaras på flaska. De tidigaste omskrivna ölflaskorna fanns i England. Det var munblåsta flaskor som var mycket ömtåliga. När flaskorna utsattes för ljus eller värme fanns risk att de exploderade. År 1615 uppmanade författaren Gervase Markham husmödrar som bryggde öl att tappa sin ale i runda flaskor med en smal öppning, försluta dessa med en korkpropp och förvara dem i en sval källare med sand upp till midjan. År 1847 började ölflaskor tillverkas industriellt, men i Europa dracks det mest fatöl fram till första världskriget.
Världens första standardflaska för öl var den svenska så kallade knoppflaskan som kom på marknaden 1884.[källa behövs] De flesta ölsorter, förutom real ale, filtreras för att renas från jäst då de tappas upp på flaska, även om det i vissa ölsorter tillsätts ny jäst efter tappningen. Öl på flaska bör hällas upp på ett ganska hårdhänt sätt, så att ölet slås mot botten på glaset. Det gör att kolsyran frigörs mera och en större del av alla smakämnen frigörs. Om det finns en bottensats i ölet kan man dock vara försiktigare vid upphällningen så att inte bottensatsen blandas med det övriga ölet, om inte målet med jästfällningen är att den ska vara en del av smaken, som i veteöl.

### Burk
I stora delar av världen dricks mycket öl på burk. Storleken varierar mellan olika länder, men brukar vanligtvis rymma 33 cl och 50 cl. Burkar skyddar ölet från ljus och har bättre hållfasthet än flaskor. Ölburken uppfanns för att bevara ölets kvalité men blev snart förknippad med massproducerat billigt öl, trots att förvaring i burkar ger ungefär samma kvalité som flaskor.

## Beskattning av öl
Beskattning av öl kan utgå från två principer, antingen stamvörtstyrkan eller alkoholhalten. Alkoholhalten beror på stamvörtstyrka och jäsningsgrad. Skatteklasser har ofta blandats med öltyper, eftersom öltyper normalt har en koppling till alkoholhalt eller stamvörtstyrka även om dessa är inexakta och föränderliga. I till exempel den svenska 1917 års rusdrycksförsäljningsförordning, och lagfästandet av Systembolaget, fanns inte benämningen öl. I stället beskrevs maltdrycker i tre klasser med olika maxnivåer av alkoholstyrka. De definierades som klass I: Svagdricka, klass II: Pilsnerdricka och klass III: Exportöl. Exportöl var öl med över 4 volymprocent alkohol och den var förbjuden för försäljning annat än på recept. Vid samma tid fanns i Sverige dessutom en särskild maltdrycksbeskattning, som beskattade öl olika beroende på kombinationen av alkohol och vörtstyrka.

### Tyskland
I Tyskland beskattas öl efter stamvörtstyrkan. Skattesatsen 2009 var 0,787 Euro för varje grad Plato per hektoliter öl.
| Klass       | Stamvörtstyrka grader Plato | Alkoholhalt volymprocent | Skatt per liter öl 2009 | Skatteklassens andel av den tyska ölproduktionen | Anmärkning                              |
| ----------- | --------------------------- | ------------------------ | ----------------------- | ------------------------------------------------ | --------------------------------------- |
| Einfachbier | 1,5–6,9                     | 0,5–1,5                  | skattefritt             | 0,1 %                                            |                                         |
| Schankbier  | 7–10,9                      | 0,5–2,6                  | 0,06-0,07 Euro          | 0,2 %                                            | Berliner Weisse hör till denna kategori |
| Vollbier    | 11–15,9                     | 3–5,3                    | 0,07 - 0,13 Euro        | 99 %                                             |                                         |
| Starkbier   | 16 och högre                | 5–10 %                   | från 0,13 Euro          | 0,7 %                                            |                                         |

Källa:

### Schweiz
I Schweiz beskattas öl efter stamvörtstyrka.
| Klass       | Stamvörtstyrka grader Plato |
| ----------- | --------------------------- |
| Leichtbier  | 10,0 och lägre              |
| Normalbier  | 10,1–14                     |
| Spezialbier | 10,1–14                     |
| Starkbier   | 14,1 och högre              |

Källa:

### Sverige
I Sverige beskattas öl med en alkoholhalt över 2,8 volymprocent efter alkoholhalten. Skatten är 2.02 kronor per volymprocent alkohol och liter öl (2017). Öl med en alkoholhalt på 2,8 % eller lägre beskattas inte.
| Alkoholhalt i volymprocent | Skatteplikt                             | Tillåten detaljhandel                          |
| -------------------------- | --------------------------------------- | ---------------------------------------------- |
| 0–0,5                      | Ej skattepliktigt                       | Oreglerat av alkohollagstiftningen             |
| 0,5-2,8                    | Skattepliktigt, men skatten är 0 kronor | Livsmedelshandel, bryggerier och Systembolaget |
| 2,81–3,5                   | Skattepliktigt                          | Livsmedelshandel, bryggerier och Systembolaget |
| 3,51-                      | Skattepliktigt                          | Systembolaget                                  |

Denna alkoholskatt tas ut från tillverkare eller importörer.